# 心理测时法
心理测时法可被定义为人脑信息处理的时序研究或者为心理活动的精确测量。心理测试法可以被用在认知心理学或行为神经科学中来解释认知过程的机理。